# Le Vigan (Gard)
Le Vigan è un comune francese di 4 135 abitanti situato nel dipartimento del Gard, nella regione dell'Occitania, sede di sottoprefettura.

## Società

### Evoluzione demografica
Abitanti censiti

## Amministrazione

### Gemellaggi
- Cisano sul Neva